# 寡鱗荷馬條鰍
寡鱗荷馬條鰍（學名：Homatula oligolepis）為輻鰭魚綱鯉形目條鰍科荷馬條鰍屬的其中一種，分布於亞洲中國雲南省西江流域、南盘江水系以及阳宗海等地，體長可達17.1公分，棲息在河川底層水域，生活習性不明。

## 扩展阅读
維基物種上的相關：寡鱗荷馬條鰍